# Ytterbium
Ytterbium (opkaldt efter Ytterby i Sverige) er det 70. grundstof i det periodiske system, og har det kemiske symbol Yb: Under normale temperatur- og trykforhold optræder dette lanthanid som et blødt og formbart, sølvskinnende metal.

## Egenskaber
Ytterbium er ganske reaktionsvilligt; det angribes af selv tør atmosfærisk luft, hvorved det "anløbes" og bliver gråt. Ved høje temperaturer antændes metallet, og danner ytterbium(III) oxid (Yb2O3). Ytterbium reagerer med vand under dannelse af gasformig brint, og kan opløses i uorganiske syrer, ligeledes under dannelse af brintgas.
Ytterbium indgår i kemiske forbindelser, oftest med oxidationstrin 3, men i nogle tilfælde oxidationstrin 2: Yb+++-kationen er farveløs, mens Yb++ giver opløsninger og salte en grøn farve.
Afhængigt af temperaturen optræder ytterbium i en af tre forskellige, allotropiske former: Under −13 °C optræder α-formen, mens man mellem −17 og 795 °C finder stoffet i sin β-form med kubisk fladecentreret krystalstruktur, Ved temperaturer over 795 °C antager ytterbium sin γ-form hvor krystalstrukturen er kubisk rumcentreret.
Den elektriske resistivitet for ytterbium i β-allotropen varierer med trykket: Under normale trykforhold udviser stoffet en for metaller "almindelig" resistivitet, men bliver en halvleder når det udsættes for et tryk på omkring 1,6 GPa, og resistiviteten stiger endda til det ti-dobbelte når trykket stiger til 3,9 GPa. Derefter falder resistiviteten drastisk når trykket stiger mod 4 GPa.

## Tekniske anvendelser
En isotop af ytterbium er blevet anvendt som strålingskilde i et transportabelt røntgenanlæg der kan bruges på steder hvor der ikke er adgang til elektricitet. Ytterbium kan også bruges i legeringer af stål, hvor det forbedrer materialets styrke, kornstørrelse og andre egenskaber — visse ytterbium-holdige legeringer er blevet brugt indenfor tandlæge-gerningen, og legeringer med ytterbium samt kobolt, jern og mangan kan bruges til at lave stærke magneter af. Ytterbium har enkelte andre anvendelser, for eksempel i form af ioner i aktive laser-medier.

## Historie
I 1878 opdagede den schweiziske kemiker Jean Charles Galissard de Marignac et hidtil ukendt stof i en jordart der dengang blev kaldt erbia. Den franske kemiker Georges Urbain skilte i 1907 Marignacs nye stof i to bestanddele; neoytterbia og lutecia — disse to stoffer viste sig senere at være grundstofferne ytterbium og lutetium. Den østrigske videnskabsmand og opfinder Auer von Welsbach isolerede de samme to stoffer, uafhængigt af Urbain; han kaldte dem for aldebaranium og cassiopeium.
I 1937 lykkedes det for Klemm og Bonner at fremstille metallisk ytterbium, om end det ikke var særlig rent. De kemiske og fysiske egenskaber ved ytterbium kunne først undersøges i 1953, da det for første gang lykkedes at fremstille næsten helt rent, metallisk ytterbium. Man kender kun få kemiske forbindelser med ytterbium, og dem man kender er endnu ikke blevet undersøgt og beskrevet særlig indgående.

## Forekomst og udvinding
Ytterbium findes som de øvrige sjældne jordarter aldrig i fri, metallisk form i naturen, men altid i kemiske forbindelser med andre stoffer, i mineraler som monazit, euxenit and xenotim.
Kommercielt udvindes ytterbium primært fra monazit. På grund af de sjældne jordarters meget ensartede kemiske egenskaber er det svært at skille dem helt fra hinanden og fremstille helt rene metaller, men nye ionbytningsprocesser og udvinding fra opløsninger har siden sidst i det 20. århundrede gjort opgaven markant lettere.

## Isotoper af ytterbium
Naturligt forekommende ytterbium består af syv forskellige, stabile isotoper; 168Yb, 170Yb, 171Yb, 172Yb, 173Yb, 174Yb og 176Yb, hvoraf 174Yb er den mest udbredte med 31,8 procent. Hertil kender man 22 radioaktive isotoper, hvoraf 169Yb har den længste halveringstid; 32,026 dage.